# Parafia św. Jana Chrzciciela w Rzeplinie
Parafia Narodzenia św. Jana Chrzciciela w Rzeplinie – parafia rzymskokatolicka znajdująca się w dekanacie Tarnoszyn, w diecezji zamojsko-lubaczowskiej. 
Parafia erygowana została w dniu 7 stycznia 1403 roku.
Do parafii należą wierni z następujących miejscowości: Łachowce, Posadów, Radków, Rokitno, Rzeplin, Telatyn-Kolonia.
Liczba mieszkańców: 980.